# Rikki-Tikki-Tavi (film 1975)
Rikki-Tikki-Tavi è un cortometraggio di animazione statunitense del 1975 basato sul racconto Rikki-tikki-tavi di Rudyard Kipling.
Realizzato da Chuck Jones, vede tra gli interpreti anche Orson Welles.